# Gonzalo Fernández de Córdoba y Fernández de Córdoba
Gonzalo Fernández de Córdoba y Fernández de Córdoba (1520, Cartagena - 1578, Villaviciosa de Odón), III Duc de Sessa, III Duc de Terranova, III Duc d'Andria, III Duc de Sant'Angelo, V Comte de Cabra, etc., era fill de Luis Fernández de Córdoba, IV Comte de Cabra i d'Elvira Fernández de Córdoba, II Duquessa de Sessa i filla del Gran Capità, per tant hereu d'importants estats feudals d'Andalusia i el Regne de Nàpols.
 

## Infància i joventut
El 1522 el matrimoni entre Luis i Elvira Fernández de Córdoba es traslladà a Roma en ser anomenat Luis ambaixador de Carles V davant la Santa Seu. El setembre del 1524, Elvira va morir durant un part a la ciutat de Sessa. L'agost de 1526 morí el seu marit Luis. Així, Gonzalo i les seves dues germanes tornaren a Castella amb els seus poderosos parents.
Gonzalo va rebre una acurada educació a Granada, fins que el seu oncle, Pedro de Códoba, va començar a trobar-li una esposa noble per augmentar el patrimoni familiar. Amb la mediació de Carles V es va casar amb María Sarmiento de Mendoza, filla del secretari d'estat Francisco de los Cobos, ministre de la cort.
Va ser governador de Milà entre 1558 i 1560 i durant 1562 i 63.Del seu mandat hi destaca que va aconseguir que no s'implantés la inquisició. Lluità a la batalla de Lepant contra l'Imperi Otomà.